# Chiesa di Santa Lucia (Roselle)
La chiesa di Santa Lucia a Roselle era un edificio religioso situato nel comune di Grosseto. La sua ubicazione era nei pressi dell'antica città di Roselle, alla sommità di Poggio Mosconcino.
Di origini medievali, la chiesa era suffraganea della pieve di Santa Maria a Civita, luogo di culto che si trovava all'interno delle mura di Roselle. L'edificio religioso dedicato a Santa Lucia si trovava nelle vicinanze dell'antica cattedrale di Roselle, nell'area fortificata altomedievale. Storicamente, è accertata la sua esistenza soltanto nella seconda metà del Duecento, epoca in cui era citata nelle Rationes Decimarum e rientrava già nei confini pastorali della diocesi di Grosseto, che nel 1138 aveva ereditato la sede vescovile rosellana. Pur essendo incerti sia il periodo di abbandono che le sue cause, il luogo di culto cessò quasi sicuramente le sue funzioni nell'epoca a cavallo tra il tardo Medioevo ed il primo periodo rinascimentale, a seguito del definitivo abbandono degli insediamenti abitativi nell'area di Roselle, seguendo di fatto il destino delle altre chiese situate presso l'antica città di origini etrusco-romane.
Della chiesa di Santa Lucia a Roselle, di cui si sono perse completamente le tracce già in epoca remota, è stata individuata l'ubicazione sul Poggio Mosconcino nell'area fortificata che in passato includeva la cattedrale e la residenza vescovile.